# King Ov Hell
Pour les articles homonymes, voir King.
Tom Cato Visnes (alias King Ov Hell ou King) est un musicien norvégien né le 27 novembre 1974, connu pour avoir été le bassiste et compositeur du groupe de black metal Gorgoroth de 1999 à 2007. Il est désormais le leader de son propre groupe, Ov Hell, monté avec Shagrath de Dimmu Borgir.

## Biographie
King Ov Hell rejoint en 1998 le groupe Gorgoroth, originaire de Bergen, juste avant l'enregistrement de l'album Incipit Satan. Il enregistre deux albums supplémentaires Twilight of the Idols (2003) et Ad Majorem Sathanas Gloriam (2006) qu'il compose entièrement. Il quitte toutefois le groupe en 2006 pour « raison idéologiques ». King est réintégré à Gorgoroth après quelques mois. En octobre 2007, King Ov Hell (qui a déposé le nom « Gorgoroth ») et Gaahl virent Infernus du groupe. S'engage un long conflit juridique entre les deux parties qui revendiquent la propriété du nom « Gorgoroth », les deux premiers car ils sont devenus les seuls inspirateurs du projet et le second car il est le seul membre d'origine du groupe. Le 10 mars 2009, Infernus gagne le procès. King Ov Hell forme alors God Seed au côté de Gaahl. 
King a été le compositeur et bassiste du groupe Audrey Horne, dont l'album No Hay Banda sorti en 2005 a remporté le Grammy norvégien janvier 2006 pour Best Metal Act. Durant l'année 2006, King se consacre à ses autres projets. Il joue de la basse dans le groupe Sahg également originaire de Bergen, en Norvège. Leur album édité en 2006 Sahg I a rapidement été suivi par plusieurs festivals et une tournée nord américaine en première partie de Celtic Frost et avec 1349. Sahg sort son deuxième album Sahg II en mars 2008. En 2006, il rejoint le chanteur d'Immortal, Abbath, le batteur Armagedda et Ice Dale guitariste du groupe Enslaved. Ce super-groupe composé de Norvégiens plus connu sous le nom I sort Between Two Worlds qui est acclamé par la critique et les fans. Toujours en 2006, King Ov Hell rejoint l'ancien batteur du groupe Gorgoroth Kvitrafn afin de créer Jotunspor (Black Metal), qui a publié Gleipnirs Smeder (Satanas Rex records).

## Discographie
| Année | Groupe       | Titre                       |
| ----- | ------------ | --------------------------- |
| 2000  | Gorgoroth    | Incipit Satan               |
| 2003  | Gorgoroth    | Twilight of the Idols       |
| 2005  | Audrey Horne | Confessions & Alcohol       |
| 2005  | Audrey Horne | No Hay Banda                |
| 2006  | Jotunspor    | Gleipnirs smeder            |
| 2006  | Gorgoroth    | Ad Majorem Sathanas Gloriam |
| 2006  | I            | Between Two Worlds          |
| 2006  | Sahg         | Sahg 1                      |
| 2008  | Sahg         | Sahg 2                      |
| 2008  | Gorgoroth    | Black Mass Krakow 2004      |
| 2010  | Sahg         | Sahg 3                      |
| 2010  | Ov Hell      | The Underworld Regime       |
| 2012  | God Seed     | I Begin                     |
| 2015  | Abbath       | Abbath (2016)               |